# Diego Torres Pérez
Diego Torres Pérez (Mahón, Menorca, 20 de mayo de 1965) es un empresario español, conocido por su implicación en el caso Nóos. Fue el socio y la mano derecha de Iñaki Urdangarin, quien presidía el Instituto Nóos.  La Sala II del Tribunal Supremo lo condenó a pena de prisión por los delitos de malversación, prevaricación y fraude a la administración.

## Biografía
Nacido en 1965 en la ciudad de Mahón (Menorca, Baleares), Diego Torres se formó en el IES Joan Ramis situado en dicha ciudad. Posteriormente se matriculó en la Escuela Superior de Administración y Dirección de Empresas de Barcelona, donde se licenció en Ciencias Empresariales y MBA y se doctoró en Management Sciences. Allí dio clases durante más de 12 años como profesor asociado del departamento de Política y Empresa, y conoció a Iñaki Urdangarin. En 1999 fundó en Barcelona la Asociación Instituto de Investigación Aplicada, que después sería renombrada Instituto Nóos. En 2003 se asoció con Urdangarin para dirigir dicha entidad: Urdangarin se hizo cargo de la presidencia, y Torres de la vicepresidencia.

### Caso Nóos
El 11 de julio de 2011, Diego Torres declaró por primera vez ante el juez José Castro como imputado en el caso Nóos, defendiendo la legalidad de dos convenios que habían sido firmados en 2005 y 2006 con el Gobierno balear presidido por Jaume Matas.
El 11 de febrero de 2012, Torres fue llamado a declarar junto a su esposa, Ana María Tejeiro Losada, para dar explicaciones sobre un supuesto uso irregular de fondos públicos por parte del Instituto Nóos, pero ambos se acogieron al derecho a no declarar. El 17 de abril de ese año, Torres aportó ocho correos electrónicos al juez Castro con el fin de relacionar al rey Juan Carlos I y a la infanta Cristina con el caso Nóos. En uno de estos correos, Iñaki Urdangarin le dice a Torres que «Hemos conseguido que el Rey se viera con Pedro para presentarle el proyecto», en referencia al armador y regatista mallorquín Pedro Perelló y al proyecto Ayre, que posteriormente sería inscrito como desafío español para la 33 Copa del América. Dos semanas después, el 2 de mayo, Torres anunció que tenía en su poder 200 mensajes de correo electrónico comprometedores para la Casa Real Española, en algunos de los cuales el monarca español y su hija aparecían como intermediarios de las gestiones de Iñaki Urdangarin.
El 16 de febrero de 2013 fue llamado a declarar por tercera vez. Ese día, Torres afirmó que Urdangarin informaba a la infanta Cristina y a la Casa del Rey sobre todo lo que se hacía en el Instituto Nóos, y dijo que la infanta era miembro de la junta directiva de dicha entidad. Torres también dijo que él e Iñaki Urdangarin negociaron en La Zarzuela la celebración del foro deportivo Valencia Summit con el expresidente de la Comunidad Valenciana, Francisco Camps, y la alcaldesa de Valencia, Rita Barberá. El 12 de julio de ese mismo año, fue de nuevo llamado a declarar por un delito de fraude al IRPF en 2007, pero se negó a hacerlo acogiéndose a su derecho a no declarar.